# Formazione degli Axel Rudi Pell
Questa che segue è la lista di tutti i componenti della band heavy metal Axel Rudi Pell, dagli esordi fino a oggi.

## Attuale
- Johnny Gioeli - cantante (1998-presente)
- Axel Rudi Pell - chitarrista (1989-presente)
- Ferdy Doernberg - tastierista (1997-presente)
- Volker Krawczak - bassista (1992-presente)
- Bobby Rondinelli - batterista (2013-presente)

## Ex componenti
- Charlie Huhn, voce (1989-1990)
- Joerg Deisinger, basso (1989-1990)
- Georg Hahn, tastiera (1989-1991)
- Jörg Michael (1989-2000)
- Rob Rock, voce (1990-1991)
- Thomas Smuszynski, basso (1990-1991)
- Jeff Scott Soto, voce (1991-1998)
- Kai Raglewski, chitarra  (1991-1992)
- Julie Greaux, chitarra  (1992-1996)
- Christian Wolff, batteria (1996-1997)
- Mike Terrana, batteria (2000-2013),